# VVV CL001
VVV CL001 är en klotformig stjärnhop som upptäcktes i bilder tagna av VISTA.